# Список умерших в 565 году

## Февраль
- 6 февраля — Кан-Хой-Читам I (74), правитель Баакульского царства со столицей в Лакам-Ха (Паленке) (529—565).

## Март
- 13 марта — Велизарий, византийский военачальник.

## Ноябрь
- 14 ноября — Юстиниан I (83), византийский император (527—565).
- 15 ноября — Святой Мало (78), канонизированный кельтский епископ, один из семи святых основателей Бретани.

## Дата смерти неизвестна или требует уточнения
- Александр Кипрский, христианский писатель, монах.
- Аудоин, король лангобардов (с 546).
- Даймин Айркит, король Айргиаллы (около 550—565).
- Диармайт мак Кербайлл, король Миде (538—551/554 и 555/558—565) и верховный король Ирландии (544—565) из рода Южных Уи Нейллов.
- Дорофе́й Га́зский, христианский святой.
- Патерн Авраншский, епископ Авранша (ок. 552 — ок. 565); святой, почитаемый в Римско-католической церкви.
- Пётр Патрикий, византийский государственный деятель, дипломат и историк.
- Пиенций Пуатевинский, епископ Пуатье (между 541 и 555 — между 561 и 567); святой, почитаемый в Католической церкви.
- Прокопий Кесарийский, византийский историк, секретарь полководца Велизария.
- Самсон Дольский, епископ Дольский, один из семи святых основателей Бретани.